# Antaplaga melanocrypta
Antaplaga melanocrypta là một loài bướm đêm trong họ Noctuidae.